# Bootrace op de Mississippi
Bootrace op de Mississippi (En remontant le Mississippi) is het zestiende album in de stripreeks Lucky Luke. Het verhaal werd geschreven door René Goscinny en getekend door Morris. Het album werd in 1961 uitgegeven door Dupuis.
Het is het enige verhaal uit de reeks dat niet in het Engels is verschenen, volgens kenners vanwege de stereotiepe afbeelding van de Afro-Amerikanen.

## Inhoud
Er is een ruzie aan de gang tussen twee kapiteins op de Mississippi: kapitein Barrows van de Daisy Belle en kapitein Lowriver van de Asbestos D. Plower. Lucky Luke hoort hiervan. Om te bepalen wie het monopolie van de vaart op de rivier krijgt, wordt er een bootrace georganiseerd over de Mississippi, tussen de schepen van beide kapiteins. Lucky Luke heeft bewondering voor de eerlijkheid van Barrows en besluit de reis mee te maken op zijn schip. Lowriver beseft dat Lucky Luke een moeilijke tegenstander is en besluit zijn criminele connecties aan te wenden om te winnen. Hij stuurt verschillende criminelen aan boord van Barrows' schip om het schip te vertragen. Lucky Luke is elke crimineel te slim af en gaat uiteindelijk de confrontatie aan met Lowriver om de verhoudingen in de wedstrijd weer eerlijk te maken. Uiteindelijk wordt het een nek-aan-nekrace. Lowriver stookt de ketel te hard op en blokkeert de veiligheidsklep, waardoor hij zijn schip opblaast, waardoor Barrows wint. Barrows wil het monopolie nog delen, maar Lowrivers trots is te groot en hij verlaat de streek. Voor Lucky Luke zit het er weer op en hij gaat weer verder op zijn reis.